# قالب ضوئي

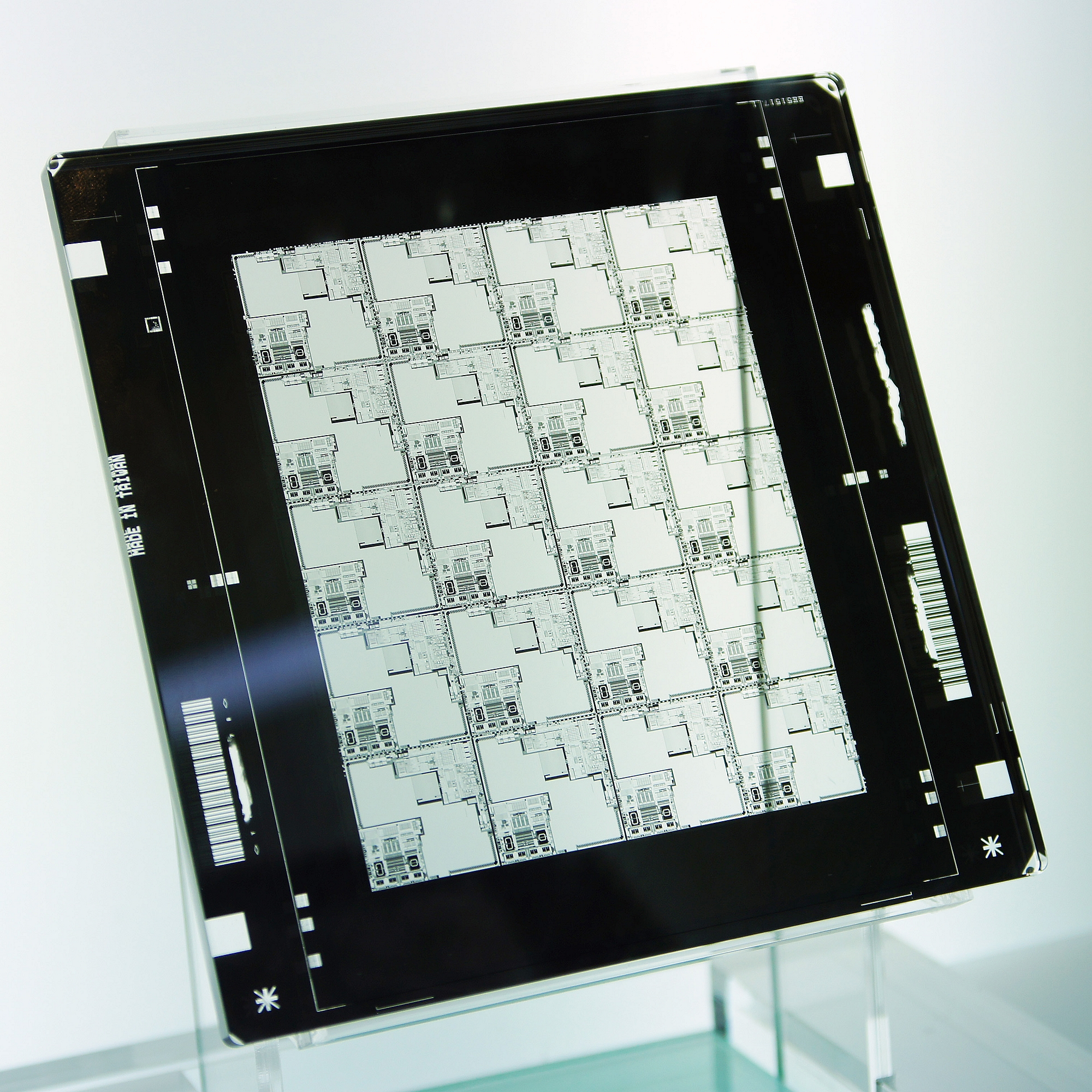
قالب ضوئي لطبقة من دائرة متكررة. لاحظ تكرار نفس النمط لطباعة نفس الدائرة عدة مرات.

رسم تخطيطي لقالب ضوئي (أعلى) وطبقة تمثيلية لدائرة متكاملة IC مطبوعة باستخدامها (أسفل).

القالب الضوئي أو القناع الضوئي هو عبارة عن لوحة غير شفافة ذات مناطق شفافة تسمح للضوء بالمرور. تُستخدم القوالب الضوئية بشكل شائع في الطباعة الضوئية لإنتاج/طباعة الدوائر المتكاملة (ICs) على رقاقة رقيقة من المادة (عادةً السيليكون). يتم استخدام عدة قوالب، كل واحد منها لإنتاج طبقة من التصميم الكامل(أي قالب لترنزستور مثلًا وقالب التوصيلات السفلي وقالب أخر للتوصيلات العُلى). يُعرف أيضاً باسم الشبكية (reticle).
في الطباعة الضوئية، يتم استخدام العديد من الأقنعة على التوالي، حيث يقوم كُل منها بطباعة طبقة من التصميم المكتمل، وتعرف معًا بمجموعة القوالب أو الشبكيات. 

## ملخص

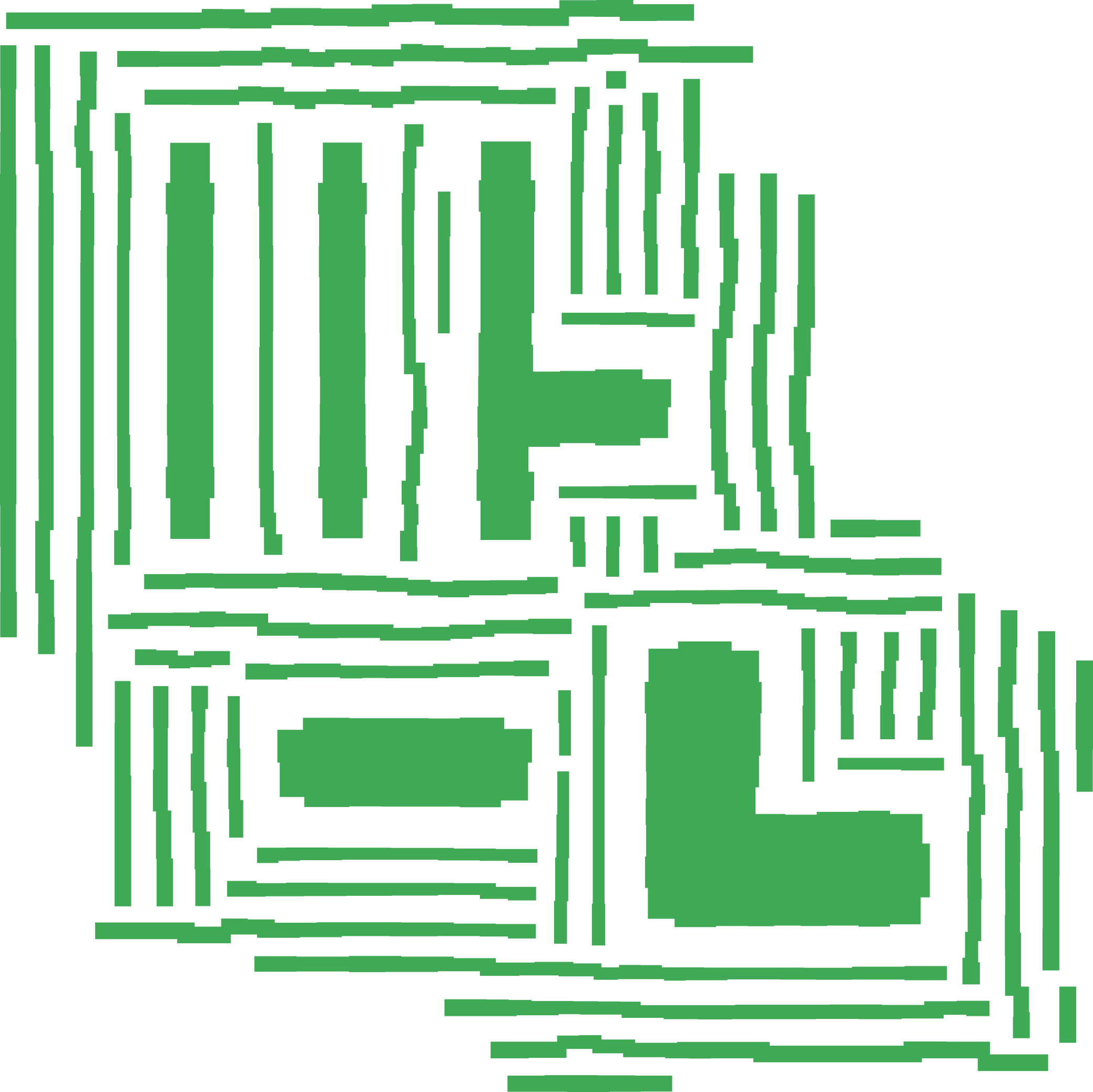
صور محاكاة لقالب. الأشكال السميكة هي الدائرة المتكاملة التي يُرغب في طباعتها على الرقاقة. الأشكال الرقيقة هي عبارة عن مساعدات لا تُطبع ولكنها تساعد في طباعة الدائرة المتكاملة بشكل أفضل خارج التركيز. إن المظهر المتعرج لقالب الصورة يرجع إلى تطبيق تقنية تصحيح القرب البصري عليه لإنشاء طباعة أفضل.

قوالب الطباعة هي في العادة عبارة عن صفائح شفافة من السيليكا المندمجة مغطاة بنمط محدد بغشاء من الكروم (Cr) أو Fe2O3.  يتم استخدام القوالب الضوئية عند أطوال موجية تبلغ 365 نانومتر ، 248ن.م، و 193 ن.م. كما تم تطوير قوالب ضوئية لأشكال أخرى من الإشعاع مثل 157 نانومتر، 13.5 نانومتر ( EUV )، والأشعة السينية ، والإلكترونات ، والأيونات ؛ ولكن هذه تتطلب مواد جديدة تمامًا للركيزة. 
يتم إدخال مجموعة من القوالب الضوئية، كل منها لطبقة معينة في تصنيع الدوائر المتكاملة، في آلة ناقلة أو ماسح ضوئي للطباعة الضوئية، ويتم استخدامها بشكل فردي للطباعة.